# Niu d'ocell

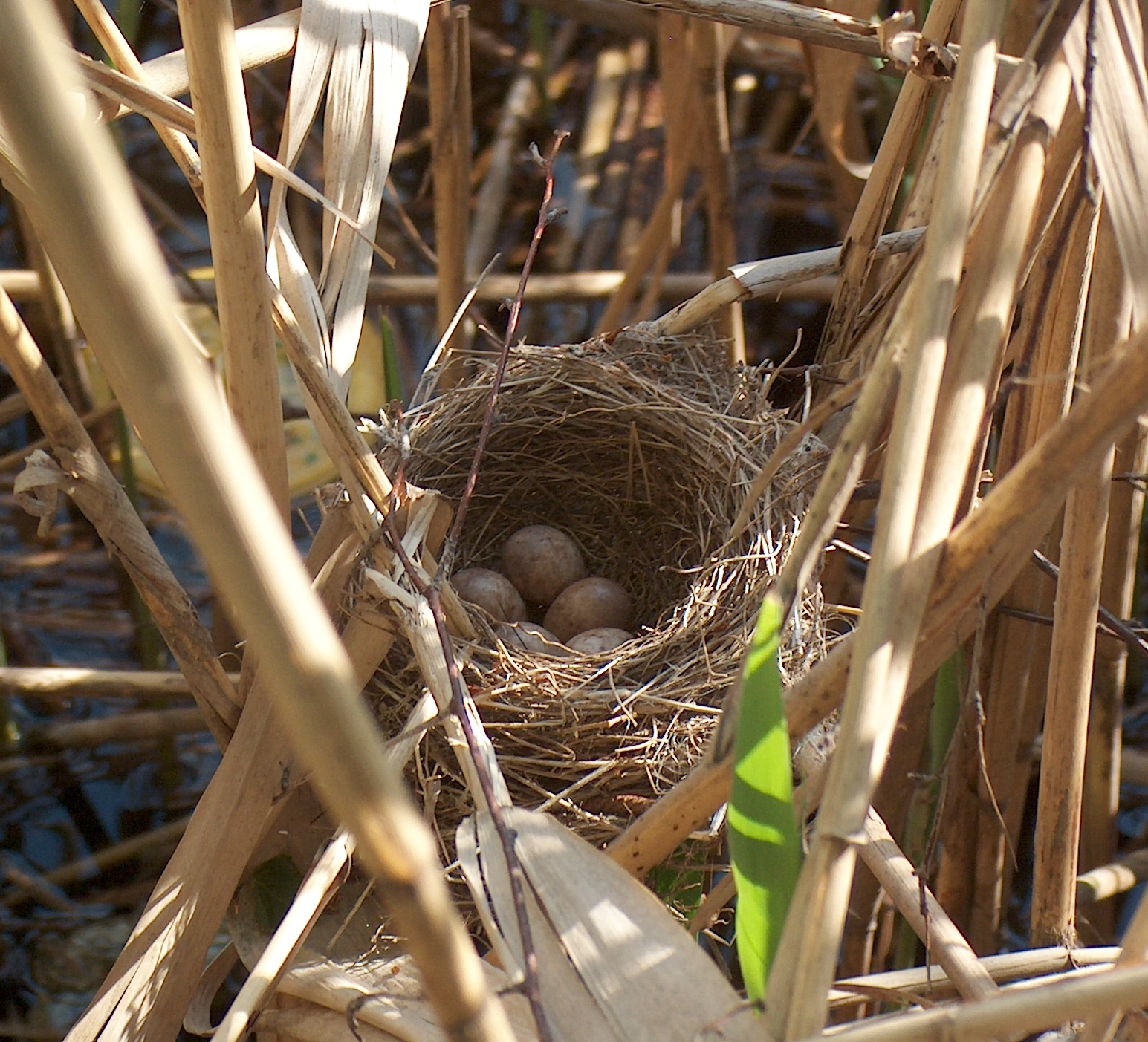
Niu en forma de copa d'un balquer

Un niu és la construcció on els ocells ponen i coven els ous i crien els pollets. Des d'un punt de vista menys restrictiu, un niu seria el lloc on els ocells ponen els ous, encara que no aportin cap material i no facin cap construcció.
Per a algunes espècies, un niu és simplement una depressió poc profunda feta a la sorra, o el nus del forat deixat per una branca trencada, un cau excavat a terra, una cambra perforada en un tronc, una pila de terra i vegetació en descomposició o una cúpula de fang amb un túnel d'entrada. Els nius d'aus més petits són els d'alguns colibrís, amb tan sols 2 cm de diàmetre i 3,2 cm de gruix. A l'altre extrem, les construccions de Megapodius freycinet que han arribat a mesurar 5 metres d'alçada. Malgrat els nius s'utilitzen principalment per a la cria també poden ser reutilitzats en la temporada no reproductiva per al repòs i algunes espècies construeixen nius especials com dormitori o nius dormidor (o niu d'hivern) que s'utilitzen només per al repòs.

## Tipus

Una vista general de la diversitat de construcció i emplaçament dels nius.

No totes les espècies d'ocells construeixen o utilitzen un niu. Alguns àlcids ponen els ous directament en petits forats de les zones rocoses o penya-segats que utilitzen com a àrea de cria. Els ous d'aquesta espècie són especialment punteguts en un dels extrems, de manera que si són moguts, rodolen en cercles sobre si mateixos. Aquesta estratègia és critica per la supervivència de l'ou, ja que no hi ha cap niu que eviti que caiguin pel penya-segat. L'arquitectura i la localització d'un niu està fortament influenciada per la topografia local i altres factors abiòtics.
Els pingüins reial i els pingüins emperador tampoc construeixen nius; protegeixen els ous i els polls col·locant-los entre les potes i un plec de pell. D'aquesta manera es poden moure mentre incuben, tot i que a la pràctica només el pingüí emperador ho fa de manera regular. Els pingüins emperador crien durant els mesos més durs de l'hivern antàrtic, i la seva mobilitat els permet formar una pinya entre tots per ajudar-se a suportar els vents extrems i les baixes temperatures de l'estació. Sense l'habilitat de compartir calor corporal (la temperatura al centre d'un grup compacte pot estar 10 °C per sobre de la temperatura de l'aire), els pingüins gastarien molta més energia per escalfar-se i molts intents de cria probablement fracassarien.
Algunes espècies ponen els ous en fissures o forats en una roca, sense aportar cap material addicional (per exemple, petrell cendrós, somorgollaire columbí, duc eurasiàtic, gamarús del desert). Els nictíbids ponen l'ou directament a sobre d'una soca trencada.Altres espècies com els cucuts tenen l'estratègia de parasitisme de posta, ponen els ous en els nius d'una altra espècie.

### Gratada

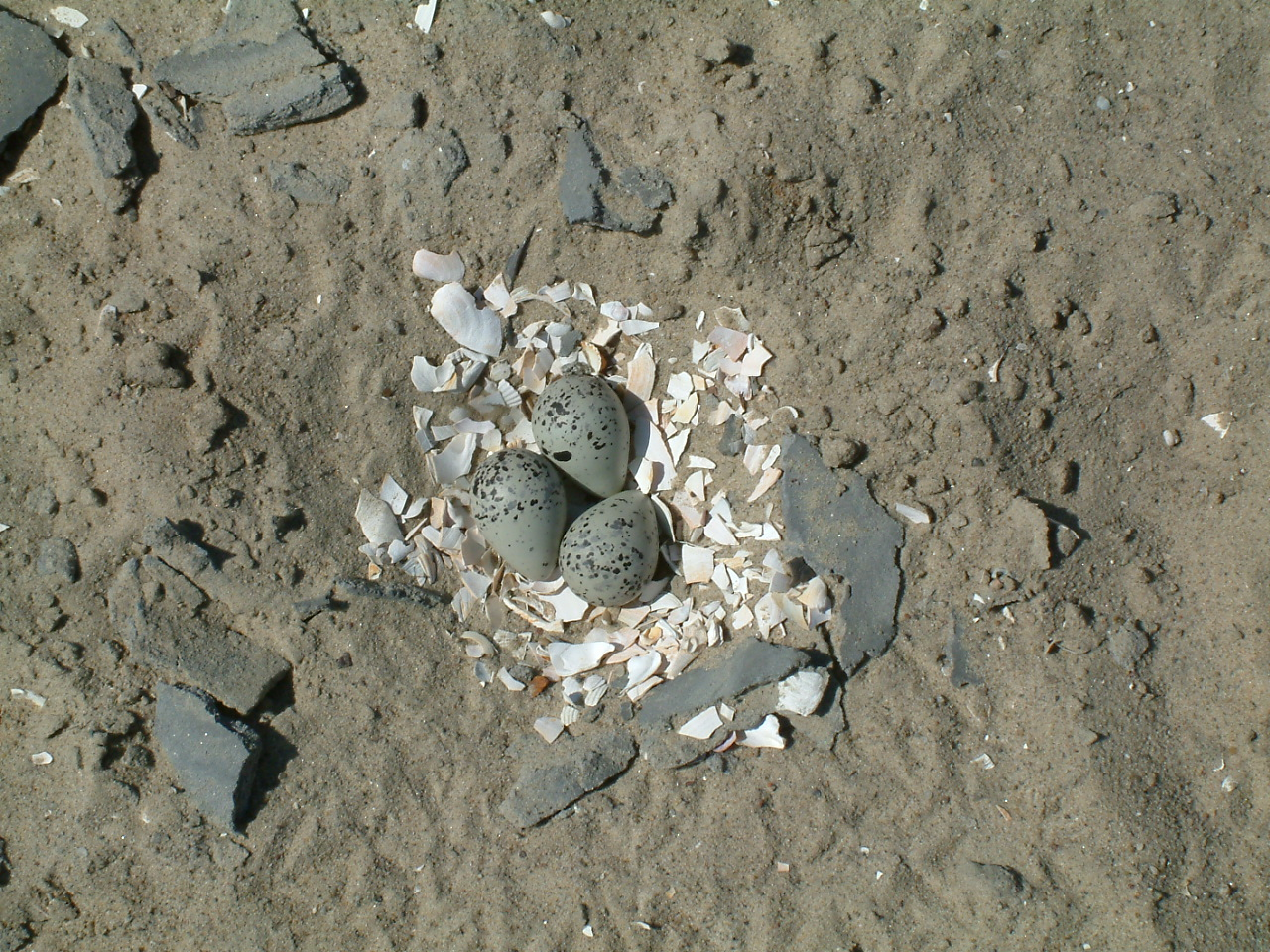
Un niu de corriol en una platja sorrenca, envoltat de restes de petxines.

La construcció més simple d'un niu és la gratada, creant una petita depressió al sòl o a la vegetació. Aquest tipus de niu, que típicament són prou profunds perquè els ous no surtin rodolant, a vegades incorpora fragments de vegetació, petites roques, petxines o plomes. Aquests materials ajuden a camuflar els ous o aporten algun grau d'aïllament; també poden ajudar a mantenir els ous a lloc i prevenir que s'enfonsin en sòl fangós o sorrenc si el niu s'ha inundat accidentadament. Estruços, la majoria de tinamús, molts ànecs, la majoria d'ocells limícoles, la majoria de xatracs, alguns falcons, guatlles, perdius, otídids i pteròclids són algunes de les espècies que construeixen aquest tipus de niu.
Tant els ous com els polls com els adults d'espècies que construeixen aquest tipus de nius estan més exposats a depredadors i al temps que altres espècies amb nius més protegits; estan al terra i a l'aire lliure, amb poca cosa per amagar-se. Els ous d'ocells que nien al terra tenen una coloració críptica que els ajuda a camuflar-se quan l'adult no els està cobant; el color de l'ou generalment correspon amb el del substrat on han estat postos. Els adults en època de cria tendeixen estar ben camuflats, i pot ser difícil espantar-los del niu. La majoria d'espècies tenen exhibicions de distracció ben desenvolupades, que serveixen per allunyar depredadors potencials de la zona del niu. La majoria d'espècies amb aquest tipus de niu tenen polls precoços, que abandonen el niu ràpidament després d'eclosionar.

### Monticle
Enterrar ous com a forma d'incubació arriba al seu zenit amb els megapòdids d'Australasia. Diverses espècies de megapòdids construeixen grans monticles fets de terra, branques, branquillons i fulles, i ponen els ous entre la massa en putrefacció. La calor generada per aquests monticles, que a efectes pràctics són grans piles de compost, escalfa i incuba els ous. La calor del niu resulta de la respiració de fongs i altres microorganismes termofílics. La mida d'alguns d'aquests monticles pot ser abrumador; les més grans -que poden arribar a tenir 100m³ de material, i probablement pesin més de 50 tones— es creia inicialment que eren femers dels aborígens australians.
En la majoria d'espècies que construeixen monticles, els mascles fan tota o quasi tota la feina de construcció i manteniment. Usant les seves fortes cames i potes, el mascle grata i agrupa material de l'àrea que ha escollit per fabricar el niu, construint gradualment una pila cònica i ben formada. Aquest procés pot durar de cinc a set hores al dia durant un mes. Tot i que els monticles es reutilitzen d'un any per l'altre, s'ha d'afegir nou material per poder generar prou quantitat de calor. La femella començarà a pondre els ous només quan el monticle hagi arribat a la temperatura òptima.

### Cau

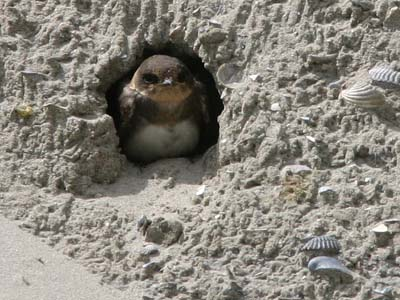
Com moltes espècies que fan el niu en un cau, les orenetes de ribera caven un túnel horitzontal en un barranc vertical.

El sòl té un paper diferent en el cas dels nius tipus cau; aquí, els ous, els polls -i en molts casos els progenitors incubant- estan refugiats sota la terra. La majoria d'espècies amb aquesta estratègia de niu excaven el seu pròpi cau, però altres utilitzen caus ja excavats per altres espècies. Per exemple, el mussol de lloriguera a vegades fa servir els caus del gosset de les praderies, esquirols terrestres, teixons o tortugues, o el blauet a vegades nia en caus de conill. Els nius en cau són particularment comuns entre espècies d'aus marines en altes latituds, ja que els protegeix contra el fred i els depredadors. Algunes d'aquestes espècies són els frarets, les baldrigues, alguns megapòdids, els motmots, els tòdids, la majoria de blauets, les dromes, els miners i els Sclerurus.
La majoria d'aquestes espècies caven un túnel horitzontal en un barranc terròs vertical (o quasi vertical), amb una càmera al final del túnel on es troben els ous. La llargada del túnel varia depenent del substrat i de l'espècie; les orenetes de ribera fan túnels relativament petits (50-90cm), mentre que els túnels de les cotorres de la Patagònia es poden estendre més de 3 metres. Algunes espècies, incloent els barbacolls que nien al terra, prefereixen terres planes o amb poca pendent, ja que caven l'entrada amb cert angle. En un cas més extrem, el Barbut de D'Arnaud cava un túnel-xemeneia vertical de més d'un metre de profunditat, amb la càmara del niu excavada cap al costat en algun punt de la xemeneia abans d'arribar al fons; d'aquesta manera manté el niu fora de perill per inundació en cas de pluja forta. El blauet del paradís pit-roig cava els nius en el fang compacte de monticles de tèrmits actius, ja sigui al terra o en arbres. Específics tipus de terra poden afavorir certes espècies i s'especula que diverses espècies d'abellerols es decanten per sòls loess ja que són fàcils de penetrar.

### Cavitat

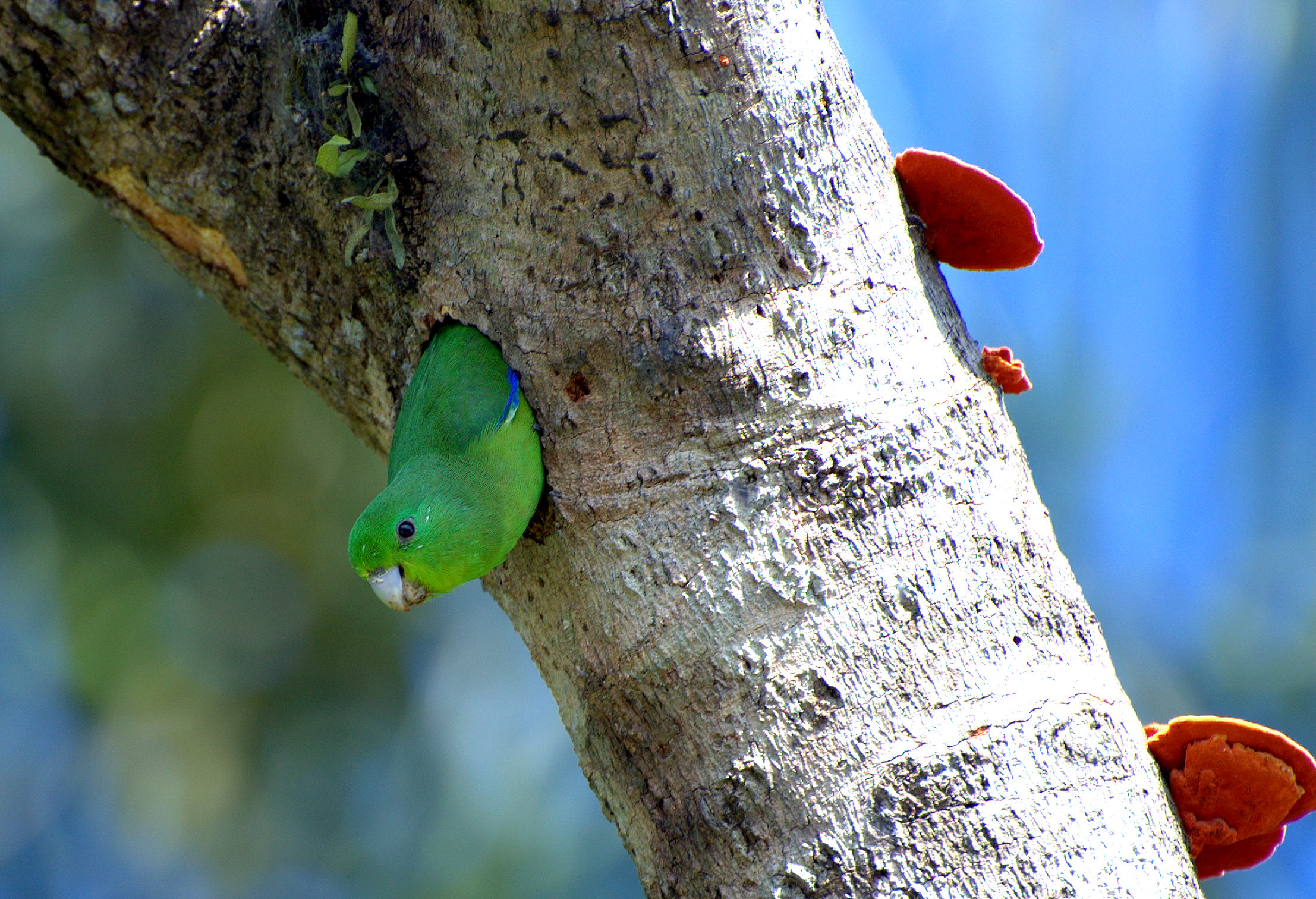
"Niadors de cavitat secundaris", com aquesta cotorreta alablava, utilitzen cavitats naturals o forats excavats per altres espècies.

El niu de tipus cavitat és una càmara, normalment en fusta d'arbres vius o morts, però a vegades també en els troncs de falgueres llenyoses o grans cactus. En zones tropicals, les cavitats a vegades són excavades en nius arboris d'insecte. Un nombre relativament petit d'espècies, com els picots, els trogoniformes, alguns pica-soques i bastants barbuts d'Amèrica poden excavar les seves pròpies cavitats. Moltes altres espècies -incloent lloros, mallerengues, siàlids, la majoria de calaus, alguns blauets, alguns mussols, alguns ànecs i alguns papamosques-fan servir cavitats naturals, o aquelles abandonades per espècies que poden excavar-les; a vegades també usurpen cavitats que estan en ús pel seu propietari que l'ha excavat. Aquelles espècies que excaven les seves pròpies cavitats s'anomenen "niadors de cavitat primari", mentre que els que usen cavitats naturals o aquelles excavades per altres espècies s'anomenen "niadors de cavitat secundari". Tant niadors de cavitat primaris com secundaris poden ser induïdes a utilitzar caixes niu; aquestes mimetitzen cavitats naturals, i poden ser crítiques en la supervivència d'espècies en zones on hi ha manca de cavitats naturals.

### Copa
El niu en forma de copa és semiesfèric per dins, amb una profunda depressió per allotjar els ous. La majoria estan fets amb material flexible -incloent herbes- tot i que un petit nombre estan fets de fang o saliva. Molts passeriformes i alguns no-passeriformes, incloent alguns colibrís i alguns falciots, construeixen aquest tipus de niu.

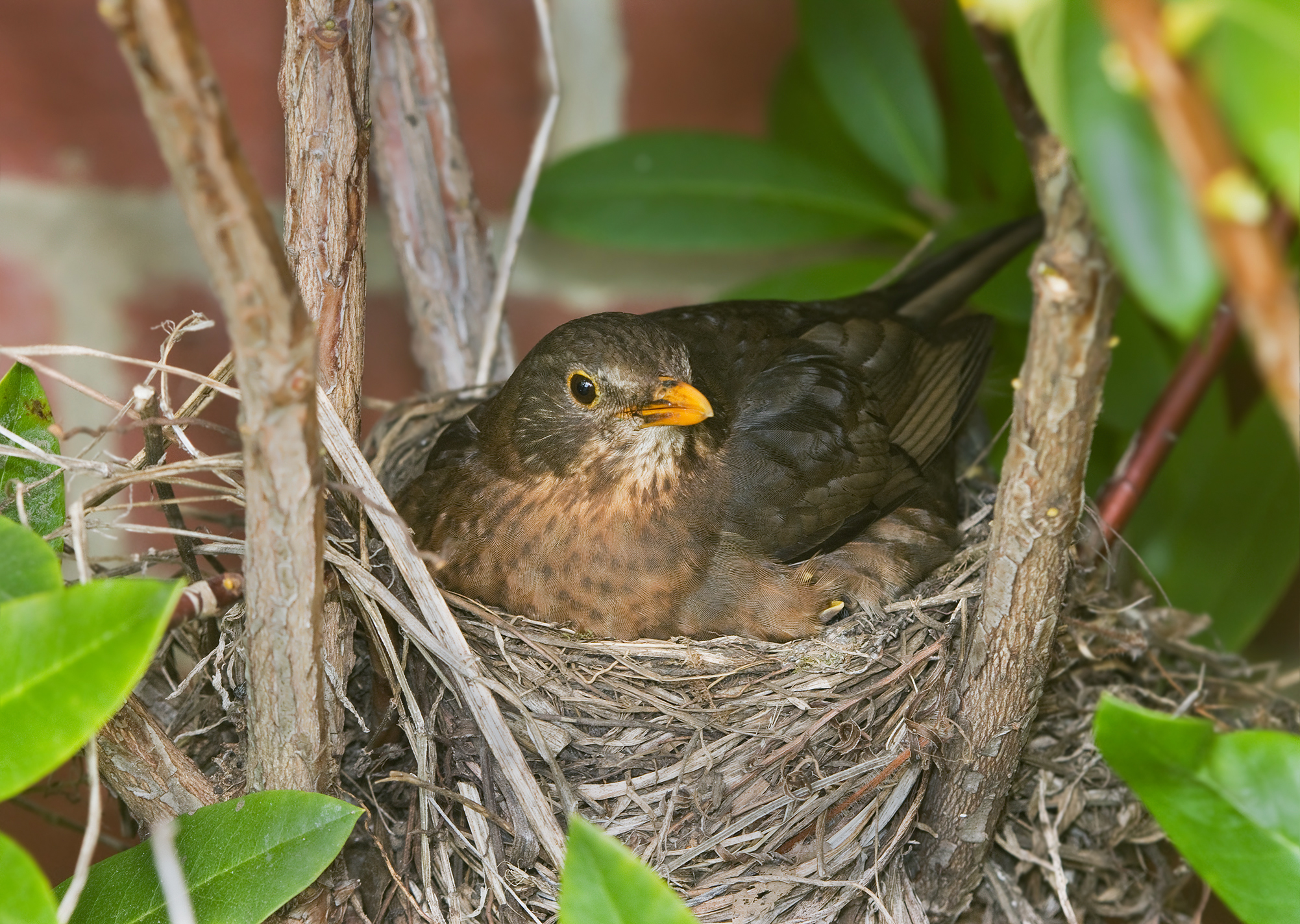
Niu de copa d'una merla

Petites espècies d'ocell de més de 20 famílies de passeriformes, i algunes altres de no-passeriformes -la majoria de colibrís, reietons, alguns papamosques i alguns parúlids- fan servir una quantitat considerable de seda d'aranya en la construcció dels seus nius. El material lleuger és fort i extremadament flexible, de manera que el niu s'adapta a la forma de l'adult incubant (reduint la pèrdua de calor); com que és enganxós, també ajuda a que el niu s'uneixi a la branca o la fulla en la que estigui adherit.
S'ha trobat que l'aïllament tèrmic d'un niu de copa està relacionat amb la massa del niu, el gruix de la paret del niu, nest depth, la densitat i porositat del teixit del niu, la seva superfície, alçada sobre el terra i elevació sobre el nivell del mar.

### Plataforma

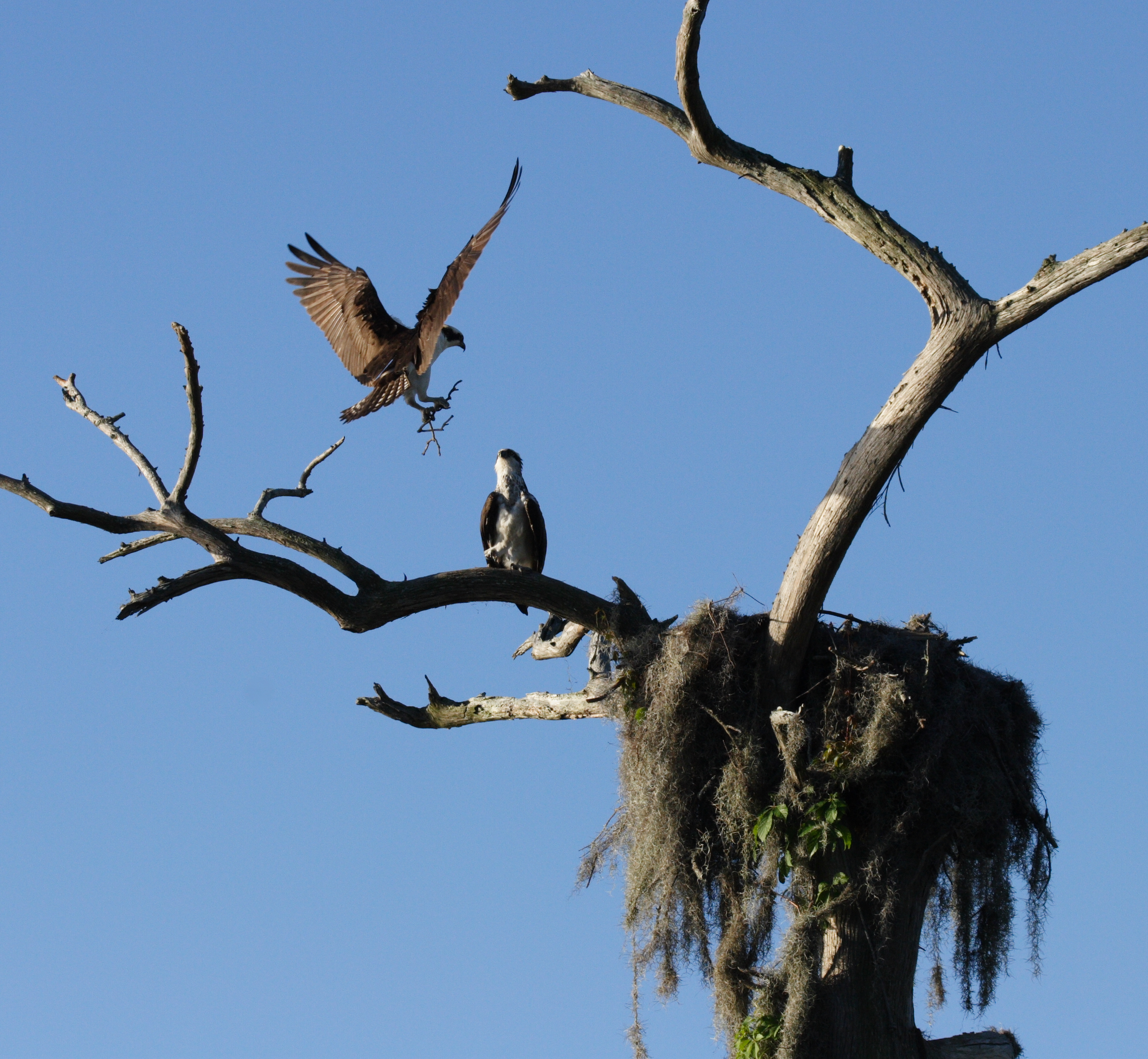
Molts rapinyaires, com l'àliga pescadora fan servir la mateixa plataforma any rere any, afegint material cada temporada.

El niu de tipus plataforma és una gran estructura, sovint vàries vegades més gran que l'ocell que l'ha construïda. Depenent de l'espècie, aquests nius poden estar al terra o elevats. En el cas de nius de rapinyaire, aquests normalment s'utilitzen d'un any per l'altre, afegint nou material a cada època reproductora. En alguns casos, els nius creixen prou com per causar un dany estructural al propi arbre, particularment durant una forta tempesta on el pes del niu pot causar un estrès addicional al moviment de les branques.

## Protecció i sanejament del niu
Moltes espècies d'ocells amaguen el niu per protegir-lo de depredadors. Algunes espècies escullen un emplaçament de difícil accés o construeixen el niu de manera que dissuadeix els depredadors. Els nius d'ocells també poden actuar com a habitat per a altres inquilins, que poden no afectar l'ocell directament. Els ocells també han evolucionat tècniques de sanejament per reduir l'efecte de paràsits i patògens en els polls.
Algunes espècies aquàtiques com els cabussons són molt curosos a l'hora d'acostar-se i marxar del niu per no revelar la seva localització. Algunes espècies fan servir fulles per cobrir el niu abans de marxar.
Altres espècies que nien al terra com els corriols fan servir tècniques de distracció per allunyar els depredadors del niu, com per exemple, la tècnica de l'ala trencada, en que l'adult fa veure que té l'ala trencada mentre camina allunyant-se del niu. Moltes espècies ataquen depredadors (o depredadors aparents) que s'acosten al niu.
Els nius poden esdevenir la llar de molts altres organismes incloent els paràsits i patògens. Els excrements dels polls també són un problema. L'estratègia de molts passeriformes és que l'adult agafa els sacs fecals dels polls i els transporta lluny del niu o bé se'ls consumeix. Es creu que això també és una estratègia que ajuda a prevenir la detecció del niu per un depredador des del terra. Tot i així, els juvenils de rapinyaire normalment llencen els seus excrements fora del niu.
Alguns ocells fan servir part de plantes aromàtiques per la construcció del niu que pot tenir propietats insecticides, mentre que altres utilitzen excrements d'animals carnívors per repel·lir petits depredadors. Alguns ocells urbans s'han adaptat a fer servir la cel·lulosa de burilles de cigarretes que contenen nicotina i altres substàncies tòxiques i repel·len ectoparàsits.
Alguns ocells fan servir pell mudada de serp en el niu. Es creu que això pot dissuadir alguns depredadors com els esquirols.

## Nidificació en colònies
Tot i que la majoria d'ocells nien individualment, algunes espècies s'agrupen formant grans colònies. Exemples d'aquesta pràctica són els ocells marins, pingüins, flamencs, alguns ardèids, gavines, xatracs, còrvids i passèrids. Els dos principals avantatges d'aquesta estratègia són la protecció de la colònia davant de depredadors, i la cerca d'aliment més eficient (seguint aquells individus que han trobat una bona zona d'alimentació).

## En la cultura humana
Molts ocells nien a prop dels humans; alguns d'ells han estat especialment encoratjats a fer-ho. Les cigonyes en època de cria s'han protegit i reverenciat en moltes cultures. S'utilitzen caixes niu per incentivar la cria a les espècies que nien en cavitats. La nidificació del falcó pelegrí en edificis alts sovint crida l'atenció i desperta l'interès de la població. Les espècies colonials produeixen guano un valuable fertilitzant natural. El niu de la salangana de niu blanc, fet de saliva solidificada, s'utilitza per fer sopa de niu d'ocell, considerada una delicadesa gastronòmica a la Xina. La col·lecció d'aquests nius és un gran negoci: en un any, més de 3,5 milions de nius es van exportar de Borneo a la Xina, i aquesta indústria es va estimar en mil milions de dòlars americans cada any el 2008. Tot i que la recol·lecció està regulada en algunes àrees (a les coves de Gomantong, per exemple, on els nius només es poden agafar de febrer a abril, o de juliol a setembre), no ho està en altres, i aquesta espècie està en declivi on la recol·lecció arriba a uns nivells insostenibles.
Altres espècies d'ocells també es poden considerar un estorb quan nien en proximitat als humans. Per exemple, els coloms sovint no són benvinguts i fins i tot són considerats un risc per la salut.
En l'era victoriana els naturalistes sovint agafaven nius i ous d'ocell per fer-ne col·lecció o estudiar-los.